# دون ويستون
دون ويستون (بالإنجليزية: Don Weston)‏ (6 مارس 1936 في المملكة المتحدة - 20 يناير 2007 في المملكة المتحدة) هو لاعب كرة قدم بريطاني في مركز الهجوم. لعب مع برمنغهام سيتي وليدز يونايتد ونادي روذرهام يونايتد ونادي ريكسهام وهدرسفيلد تاون ونادي تشستر سيتي ونادي ألترينتشام وBethesda Athletic F.C. ‏.

## وصلات خارجية
- دون ويستون على موقع قاعدة بيانات كرة القدم.إي يو (الإنجليزية)
- دون ويستون على موقع عالم كرة القدم.نت (الإنجليزية)